# Hergla
Hergla (àrab: هرڨلة, Hargla) és una ciutat de Tunísia a la costa de la governació de Sussa, situada uns 25 km al nord de la ciutat de Sussa. Té 6.332 habitants segons el cens del 2004, però ha esdevingut centre turístic i augmenta la seva població a l'estiu. És capçalera d'una delegació amb 8.000 habitants (cens del 2004).

## Economia
La principal activitat econòmica és el turisme. Els hotels de la zona tenen capacitat per a 30.000 llits.
Els habitants que no treballen en el turisme es dediquen a la pesca i l'artesanat.

## Història
Ocupa el lloc de l'antiga Horrea Coelia, anomenada Heraklium pels romans d'Orient. De la ciutat romana només en queden unes petites ruïnes.
La ciutat musulmana va sorgir entorn de la tomba de Sidi Bou Mendel, un sant marroquí que es va instal·lar en aquest lloc en tornar de la peregrinació a la Meca al segle xiii. La mesquita de la ciutat porta el seu nom.

## Infraestructures
Es troba a només 10 km de l'aeroport internacional d'Enfhida i està comunicada amb Sussa i Tunis per autopista.

## Administració
És el centre de la delegació o mutamadiyya homònima, amb codi geogràfic 31 59 (ISO 3166-2:TN-12), dividida en tres sectors o imades:
- Hergla (31 59 51)
- El Aribet (31 59 52)
- Essouieh (31 59 53)

Al mateix temps, forma una municipalitat o baladiyya (codi geogràfic 31 19).